# Hangethellia calceifera
Hangethellia calceifera är en plattmaskart som beskrevs av Tor Karling 1940. Hangethellia calceifera ingår i släktet Hangethellia, och familjen Provorticidae. Arten är reproducerande i Sverige.